# Вергопуло, Эммануил Иванович
Эммануил Иванович Вергопуло (около 1795, Херсон, Вознесенское наместничество — 18 [30] января 1857, Севастополь, Таврическая губерния) — русский военно-морской офицер, вице-адмирал. Основную часть службы проходил на Черноморском флоте. Участник русско-турецкой войны 1828—1829 годов, Георгиевский кавалер (1831).

## Биография
Греческого происхождения. Родился около 1795 года в Херсоне в семье подпоручика Ивана Вергопуло и его жены Елены Ивановой.
Был пожалован в гардемарины (1808), произведен в капитан-лейтенанты (1826), на линейном 110-пушечном корабле «Париж» крейсировал с флотом у Анапы. В ходе русско-турецкой войны 1828—1829 годов участвовал, в должности траншей-майора, во взятии этой крепости (1828), Георгиевский кавалер.
В 1834 году командовал фрегатом Варна, произведен в капитаны 1 ранга (1837). 1839—1847 годах командовал линейным кораблем «Селафаил». Был произведен в контр-адмиралы (1847) с назначением командиром 1 бригады 5 флотской дивизии, назначен председателем аудиториата Штаба черноморского флота и портов (1851), произведен вице-адмиралы (1855). Умер 18 января 1857 года.
1806 г. июля 19. Поступил волонтером в черноморский флот.
1808 г. декабря 30. Пожалован в гардемарины.
1808-1812 гr. Ежегодно крейсировал в Черном море.
1811 г. февраля 1. Произведен в мичмана.
1813 г. Ha бригантине "Клеопатра" плавал между Херcoном и Измаилом.
1814 г. Был y ‘проводки корабля "Бриен" от Херсона до Севастополя.
1815 г. На люгере "Экспедицион" плавал между Севастополем, Сухум-кале и Редут-кале.
1816 г. января 20. Произведен в лейтенанты. Находился в Дунайской флотилии.
1817 г. На фрегате "Везувий" вышел из Севастополя в крейсерство, но октября 2 фрегат потерпел крушение y Херсонесского маяка.
1818 г. На корвете "Язон" крейсировал y абхазских берегов.
1819 и 1820 r. На транспортах "Рион" и "Прут" плавал по черноморским портам.
1821 и 1822 r. На фрегате "Флора" и на корабле "Скорый" крейсировал в Черном море.
1824 г. Был y проводки фрегата "Штандарт" от Херсона до Севастополя, после чего командирован в Курскую губернию за рекрутами.
1826 г. Командовал бригом "Подобный" в Черном море. Декабря 30. Произведен в капитан-лейтенанты.
1828 г. На корабле "Париж" крейсеровал с флотом y Анапы, и участвовал в должности траншей-майора при взятии этой крепости, за что награждён орденом Св. Владимира 4 степ. потом на том же корабле участвовал при взятии Варны, за что был награжден золотою саблею с надписью «за храбрость», после чего командовал y Коварны первым отрядом зафрахтованных транспортных судов.
1829 r. На корабль "Скорый" крейсировал между Севастополем и Сизополем.
1830 r. Командуя кораблем "Пантелеймон", перевозил десантные войска и артиллерийский тяжести из Румелии и Болгарии в черноморские порты.
1831 г. Командовал в Севастополе 36 флотским экипажем. 3a 25 лет службы в офицерских чинах награждён орденом Св. Георгия 4 класса.
1832 r. Командовал брандвахтенним фрегатом "Поспешный" на севастопольском рейде. Декабря 30. Произведен в капитаны 2 ранга.
1833 г. Командуя кораблем "Иоанн Златоуст" , перешел из Севастополя на буюкдерский рейд, где поступил на корабль "Императрица Мария" для особых поручений к контр-адмиралу Кумани, и возвратился в Севастополь. Награжден орденом Св. Станислава 3 степ., а от турецкого султана золотою медалью.
1834 г. Командуя фрегатом "Варна", крейсировал в Чёрном море.
1835-1837 гr. Командуя кораблем "Пимен", ежегодно плавал в Черном море.
1837 г. апреля 18. Произведен в капитаны 1 ранга. Награжден орденом Св. Анны 2 степ.
1838-1839 r. Командовал 29 флотским экипажем в Николаеве.
1839-1847 гг. Командовал кораблем "Селафаил" в Чёрном море.
1847 г. ноября 26. Произведен в контр-адмиралы с назначением командиром 1 бригады 5 флотской дивизии.
1848-1851 гг. Имея свой флаг последовательно на кораблях "Султан-Махмуд", "Святослав" и "Гавриил" и на фрегатах "Кулевчи" и "Коварна", крейсировал в том же море.
1851 г. октября 3. Назначен председателем аудитоpиата штаба черноморского флота и портов.
1855 г. августа 30. Произведен в вице-адмиралы.
1857 г. января 18. Скончался.

## Награды
Награждён многими русскими и иностранными орденами, а также Золотым оружием «За храбрость». Кавалер Ордена Святого Георгия IV степени № 4607 от 16 декабря 1831.

## Семья[4]
Жена: Екатерина Петровна (14.04.1807-4.05.1902), похоронена на Старом городском кладбище Севастополя.
Дети:
- Иван — получил образование в Институте Корпуса инженеров путей сообщения, офицер (с 1854), зачислен в Министерство Внутренних дел (1869), действительный статский советник (1879), тайный советник (1890), член Совета Министра внутренних дел и Совета по железнодорожным делам при Министерстве путей сообщения (с 1889), действительный тайный советник (1915).
- Александр (26.02.1840-18.06.1888) — из юнкеров Николаевского училища гвардейских юнкеров выпущен прапорщиком (с 16.06.1859) в Лейб-гвардии Гатчинский полк. От Лейб-гвардии Гатчинского полка в составе роты Его Величества в чине подпоручика принимал участие в торжестве открытия в Высочайшем присутствии памятника «Тысячелетие России» в Новгороде (8.09.1862). С 1871 полку было возвращено прежнее до 1855 именование Лейб-гвардии Егерский полк. В составе Лейб-гвардии Егерского полка участвовал в русско-турецкой войне (1877—1878). В чине капитана (на 28.08.1877) принял участие в выдвижении Лейб-гвардии Егерского полка на театр военных действий. Произведен из капитанов в полковники (старшинство 30.08.1877). Принял командование 2-м батальоном Лейб-гвардии Егерского полка (с 24.09.1877). Командуя своим батальоном в резерве, принимал участие в бою под Телишем (12.10.1877), за что был удостоен ордена Св. Владимира 4 ст. с мечами и бантом (1878). За переход через Балканы (13-18.12.1877) удостоен золотого оружия (Высочайший приказ 13.01.1879). Произведен в Генерал-майоры (старшинство 16.12.1885) с увольнением, за болезнью, от службы с мундиром и пенсией двух третей оклада.